# Antonín Rozsypal
Antonín Rozsypal (7. září 1866 Domažlice – 30. dubna 1937 Praha) byl český právník, politik a státní úředník, v letech 1928 až 1937 zemský prezident Podkarpatské Rusi.

## Biografie
Vystudoval práva v Praze, Vídni a Záhřebu. Od roku 1890 působil jako správní úředník na různých místech v českých zemích. Pozici okresního hejtmana vykonával postupně v Poličce (1903–1913), v Kralupech nad Vltavou (1913–1915), v Kolíně (1915–1918) a v Kladně (od r. 1918). V posledně jmenovaném městě se zvláště osvědčil v době stanného práva v prosinci 1920.
Na základě saintgermainské smlouvy z roku 1919 připadla nově vzniklé Československé republice Podkarpatská Rus. Formální autonomii území reprezentoval guvernér, jenž měl být vybírán z řad rusínských občanů, republikovou civilní správu potom vykonával viceguvernér, přičemž oba jmenoval prezident na návrh vlády. V roce 1923 Tomáš Garrigue Masaryk jmenoval zástupcem guvernéra Dr. Antona Beskida právě Rozsypala. Zákonem č. 125/1927 Sb., o organisaci politické správy, byl od roku 1928 nově zaveden úřad zemského prezidenta, jenž osobou Antonína Rozsypala v sobě fakticky sloučil i úřad viceguvernéra. Po nátlaku opozičních rusínských sil byl donucen funkci opustit a jeho místo k 1. lednu 1937 zaujal Jaroslav Mezník.
Antonín Rozsypal zemřel 30. dubna 1937 v Praze. O devět dní později byla rakev s tělem převezena a za účasti několika stovek smutečních hostů pohřbena na hřbitově v Červené nad Vltavou, kterou Rozsypal od roku 1898 pravidelně navštěvoval. Na jeho památku po něm byla pojmenována hlavní užhorodská ulice vedoucí ze čtvrti Malý Galagov (dnešní bulvár Olexandra Dovženka).